# Ulrich Derigs
Ulrich Derigs (* 1950 in Köln) ist ein deutscher Mathematiker, Informatiker und Betriebswirt.

## Leben
Ulrich Derigs studierte Mathematik und Wirtschaftswissenschaften mit Diplom in Mathematik (1975), Promotion in Mathematik (1978) und Promotion in Betriebswirtschaftslehre (1981) an der Universität zu Köln, Habilitation in Operations Research an der Universität Bonn (1984). Von 1985 bis 1990 war er Professor für Betriebsinformatik und Operations Research an der Universität Bayreuth und von 1990 bis zu seiner Emeritierung im Jahr 2013 Professor und Direktor des Seminars für Wirtschaftsinformatik und Operations Research an der Universität zu Köln.
Von 1992 bis 1998 war er Mitglied des Vorstands der Gesellschaft für Operations Research (DGOR/GOR), in den letzten beiden Jahren als Vorsitzender.

## Forschungsschwerpunkte
Forschungsschwerpunkte von Ulrich Derigs liegen auf dem Gebiet der Mathematischen Optimierung insbesondere Netzwerk und Kombinatorischer Optimierung, Effiziente Algorithmen und Heuristiken sowie modellbasierte Entscheidungsunterstützungssysteme für betriebliche Anwendungen. Er hat dazu zahlreiche Arbeiten in namhaften internationalen Zeitschriften unterschiedlicher Gebiete veröffentlicht.

## Schriften
- mit G. Grabenbauer:  COLOWIN - Fallorientierte Einführung in der Systementwicklung, Oldenbourg Verlag, 1992
- PC in der Betriebswirtschaft, Mc Graw Hill, 1988
- Programming in Networks and Graphs, Springer Verlag, 1988
- Engpass-Zielfunktion und Zeit/Kosten - Trade-Offs beim Transportproblem, Köln, 1981
- mit Rainer Burkard: Assignment and matching problems, Springer Verlag, 1980
- Algebraische Matching Probleme, Köln, 1978